# هری اسمیت (بازیکن فوتبال، زاده ۱۹۹۵)
هری اسمیت (انگلیسی: Harry Smith؛ زادهٔ ۱۸ مهٔ ۱۹۹۵) بازیکن فوتبال اهل بریتانیا است.